# Noemie Mayombo
Noemie Mayombo (ur. 10 lutego 1991 w Ottignies) – belgijska koszykarka występująca na pozycjach rozgrywającej oraz rzucającej.
22 czerwca 2016 została zawodniczką CCC Polkowice.

## Osiągnięcia
Stan na 2 grudnia 2016, na podstawie, o ile nie zaznaczono inaczej.
Drużynowe
- Wicemistrzyni Szwajcarii (2010)
- Zdobywczyni pucharu Szwajcarii (2009)
- Finalistka pucharu Szwajcarii (2010)
- Uczestniczka rozgrywek:
  - Euroligi (2016/17)
  - Eurocup (2008–2010, 2011/12, 2013/14, 2015/16)

Indywidualne
- Zaliczona do (Eurobasket.com):
  - I składu:
    - zawodniczek zagranicznych ligi belgijskiej (2013)
    - EuroCup All-Europeans Team (2016)

  - II składu:
    - Eurocup (2016)
    - ligi belgijskiej (2011, 2012, 2013)[5]

  - składu Honorable Mention rosyjskiej ligi PBL (2015)[1]

Reprezentacja
- Uczestniczka:
  - kwalifikacji do mistrzostw Europy (2011, 2013, 2015)
  - mistrzostw świata U–21 (2007 – 5. miejsce)
  - mistrzostw Europy:
    - U–20 Dywizji B (2011)
    - U–18 (2009 – 11. miejsce)
    - U–18 Dywizji B (2008)
    - U–16 (2006 – 13. miejsce, 2007 – 12. miejsce)
- Zaliczona do III składu mistrzostw Europy U–20 Dywizji B (2011)